# Cratere Lundmark
Lundmark è un grande cratere lunare di 103,44 km situato nella parte sud-occidentale della faccia nascosta della Luna.